# Denise Parker
Pour les articles homonymes, voir Parker.
Denise Parker (née le 12 décembre 1973 à Salt Lake City) est une archère américaine.

## Biographie
Aux Jeux olympiques d'été de 1988 se tenant à Séoul, Denise Parker remporte la médaille de bronze olympique par équipe avec Debra Ochs et Melanie Skillman.